# Breedeweg
Breedeweg is een dorp in de Nederlandse gemeente Berg en Dal.
Breedeweg ligt ten zuiden van Groesbeek aan de Provinciale weg 843 richting Milsbeek en grenst aan de Duitse buurtschap Grafwegen. Op 1 januari 2016 telde het dorp 2.595 inwoners. 
De kerk, de Antonius van Paduakerk, werd gebouwd in de eerste naoorlogse periode van de Bossche School. De architect was Cees Pouderoyen.
Natuurgebied De Bruuk ligt tussen Breedeweg en De Horst. Na de naamsverandering van de fusiegemeente Groesbeek in gemeente Berg en Dal werd het plaatsnaambord veranderd in 'Groesbeek Breedeweg' vanwege de sterke band met Groesbeek.
Er zijn in Breedeweg twee voetbalverenigingen, dat zijn VV Rood Wit en Groesbeekse Boys. De route van de derde dag van de Nijmeegse Vierdaagse, uitgezonderd de 30 kilometer, loopt door Breedeweg.
Dorpen: Beek · Berg en Dal · Breedeweg · Erlecom · Groesbeek · Heilig Landstichting · De Horst · Kekerdom · Leuth · Millingen aan de Rijn · Ooij · Persingen · Ubbergen

Buurtschappen: Bisselt (deels) · De Bruuk · Colonjes · Dennenkamp · Dekkerswald · Dukenburg · Grafwegen · Groenlanden · Haukes · Holdeurn · De Kamp · Kerstendal · Lagewald · Meerwijk · De Muchter · Nieuwerf · De Plak · De Ploeg · Stekkenberg · Thorense Molen · Tiengeboden · Valkenlaagte · Het Vilje · De Vlietberg · Wercheren · Zeeland